# 海軍治罪法
海軍治罪法（かいぐんちざいほう、旧字体：海󠄀軍治罪法、明治22年2月15日法律第5号）は、廃止された日本の法律。1884年（明治17年）に海軍治罪法（明治17年3月21日太政官布告第8号）として制定され、1889年（明治22年）に全部改正された。
海軍治罪法（明治22年法律第5号）は、1922年（大正11年）に「海軍軍法会議法」（大正10年4月26日法律第91号）により廃止された。

## 概要
海軍治罪法は、大日本帝国時代に大日本帝国海軍の軍人を主な対象に施行された軍法の一つである。
まず、1884年（明治17年）に太政官布告の形式で海軍治罪法（明治17年太政官布告第8号）が制定された。1889年（明治22年）に太政官布告の海軍治罪法を全面改正して法律の形式で海軍治罪法（明治22年法律第5号）が制定された。
海軍刑法（明治41年4月10日法律第48号）の制定後に、刑事手続法の一般法である刑事訴訟法（明治23年法律第96号）にならって訴訟手続を改正すべきとの法曹界からの意見を受け、1921年（大正10年）に「海軍軍法会議法」（大正10年法律第91号）が制定され、海軍治罪法（明治22年法律第5号）は、1922年（大正11年）4月に廃止された。

## 構成
- 第一章　総則
- 第二章　軍法会議ノ構成
- 第三章　軍法会議ノ権限
- 第四章　海軍検察
- 第五章　審問
- 第六章　判決
- 第七章　再審
- 第八章　復権
- 第九章　特赦